# Gumarupu Baru
Gumarupu Baru is een bestuurslaag in het regentschap Padang Lawas Utara van de provincie Noord-Sumatra, Indonesië. Gumarupu Baru telt 635 inwoners (volkstelling 2010).